# Théodore Basset de Jolimont

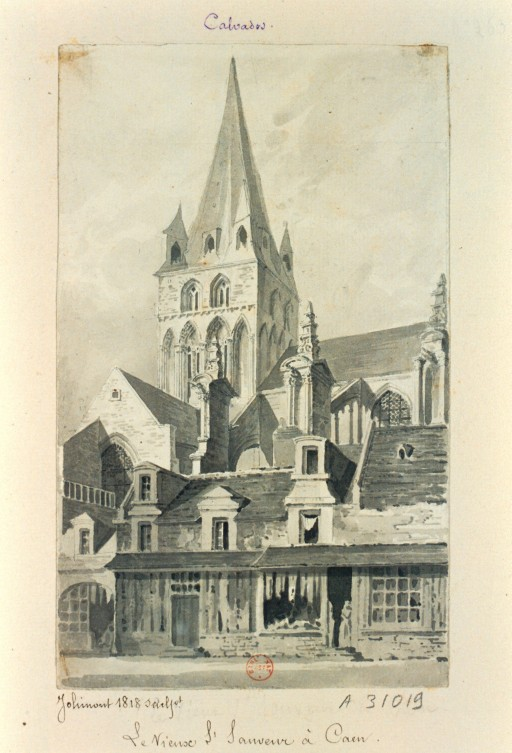
Turnul vechii biserici, numit astăzi Vieux Saint-Sauveur, la începutul secolului al XIX-lea. 1818

François Gabriel Théodore Basset de Jolimont (n. 8 februarie 1787, Épreville-Martainville, Haute-Normandie, Franța – d. 27 octombrie 1854, Dijon, Franța) a fost un artist, litograf, pictor și anticar francez. 

## Biografie
de Jolimont s-a născut la Martainville, nu departe de Rouen, la 8 februarie 1787, fiul unui avocat în parlamentul normand. A devenit interesat de desen de la o vârstă fragedă. La moartea tatălui său, averea familiei a fost înghițită de taxele legale, iar el a trebuit să trăiască din munca sa de artist. de Joliment a dobândit un talent considerabil în pictura cu guașă și acuarelă, iar această abilitate a folosit-o în reproducerea și restaurarea manuscriselor ilustrate antice. A devenit scriitor de artă, acuarelist și paleograf. A devenit director al Gymnase central de Paris. 
Iubea monumentele antice ale Franței, pe care dorea să le păstreze pentru totdeauna. A creat un număr mare de ilustrații ale clădirilor din Paris, Rouen, Moulins și Dijon și, în calitate de artist și autor, a publicat o serie de lucrări ilustrate despre monumentele din diferite orașe. Regele Louis-Philippe i-a acordat o medalie de aur pentru cartea sa din 1845 despre principalele clădiri din Rouen din anul 1525. În ciuda talentului său și a volumului lucrării sale, de Jolimont s-a luptat întotdeauna cu o avere precară. A murit la Dijon la 27 octombrie 1854. 

## Galerie

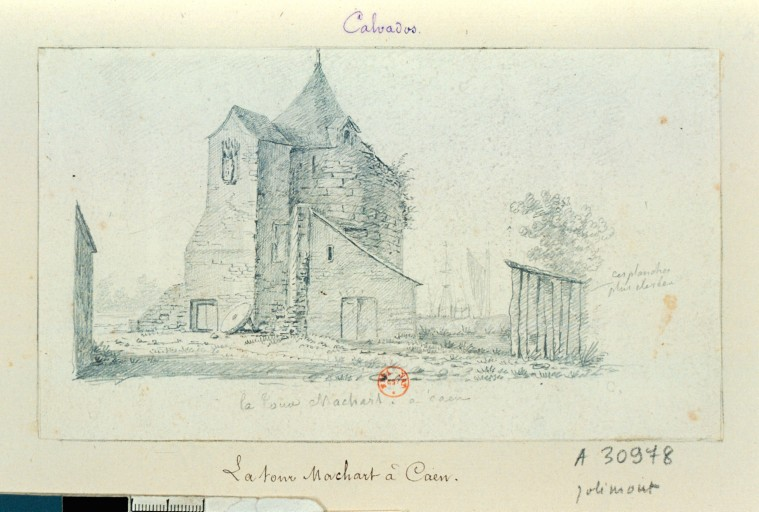
Turul Machart, Caen
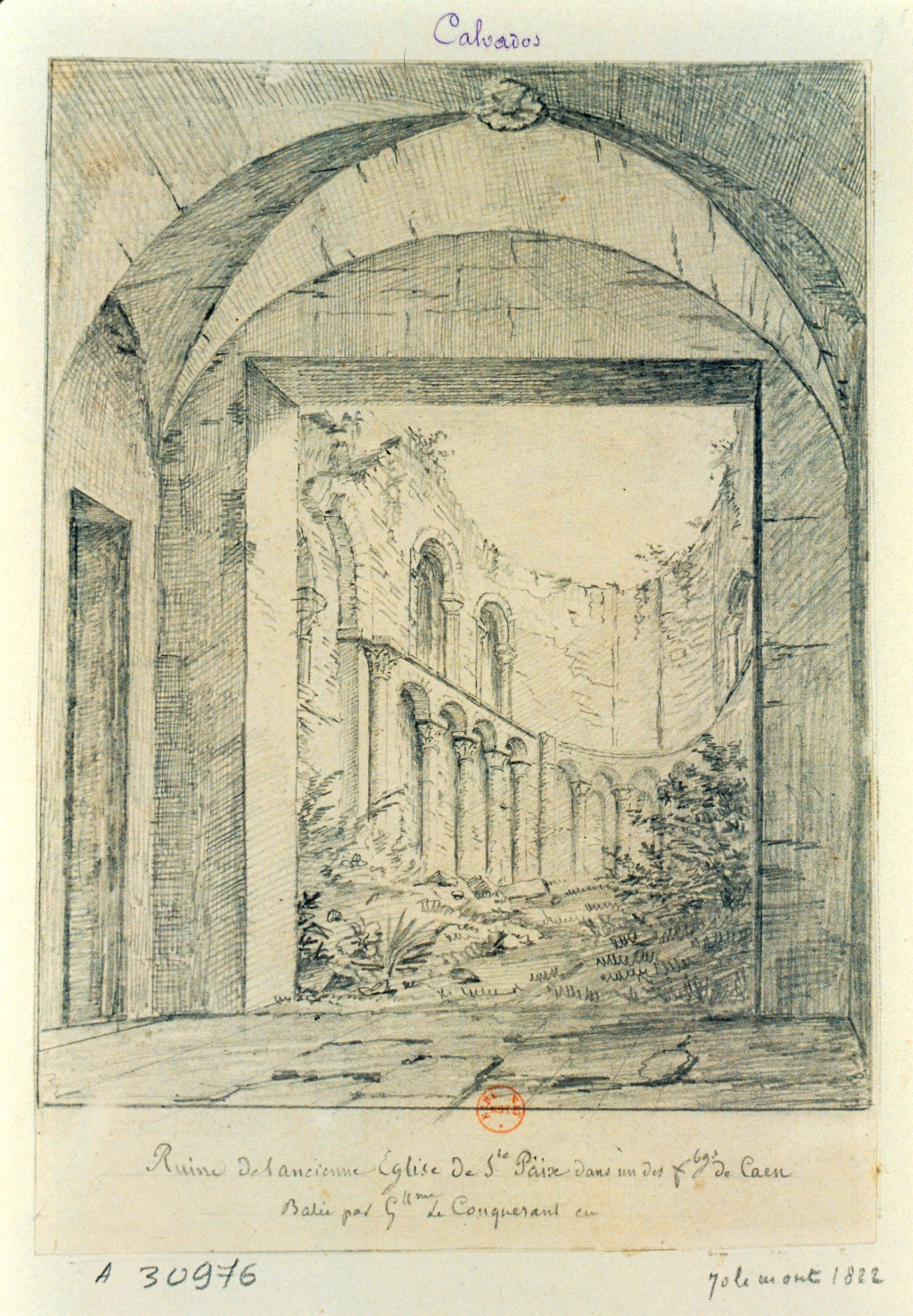
Chapelle Sainte-Paix în 1822
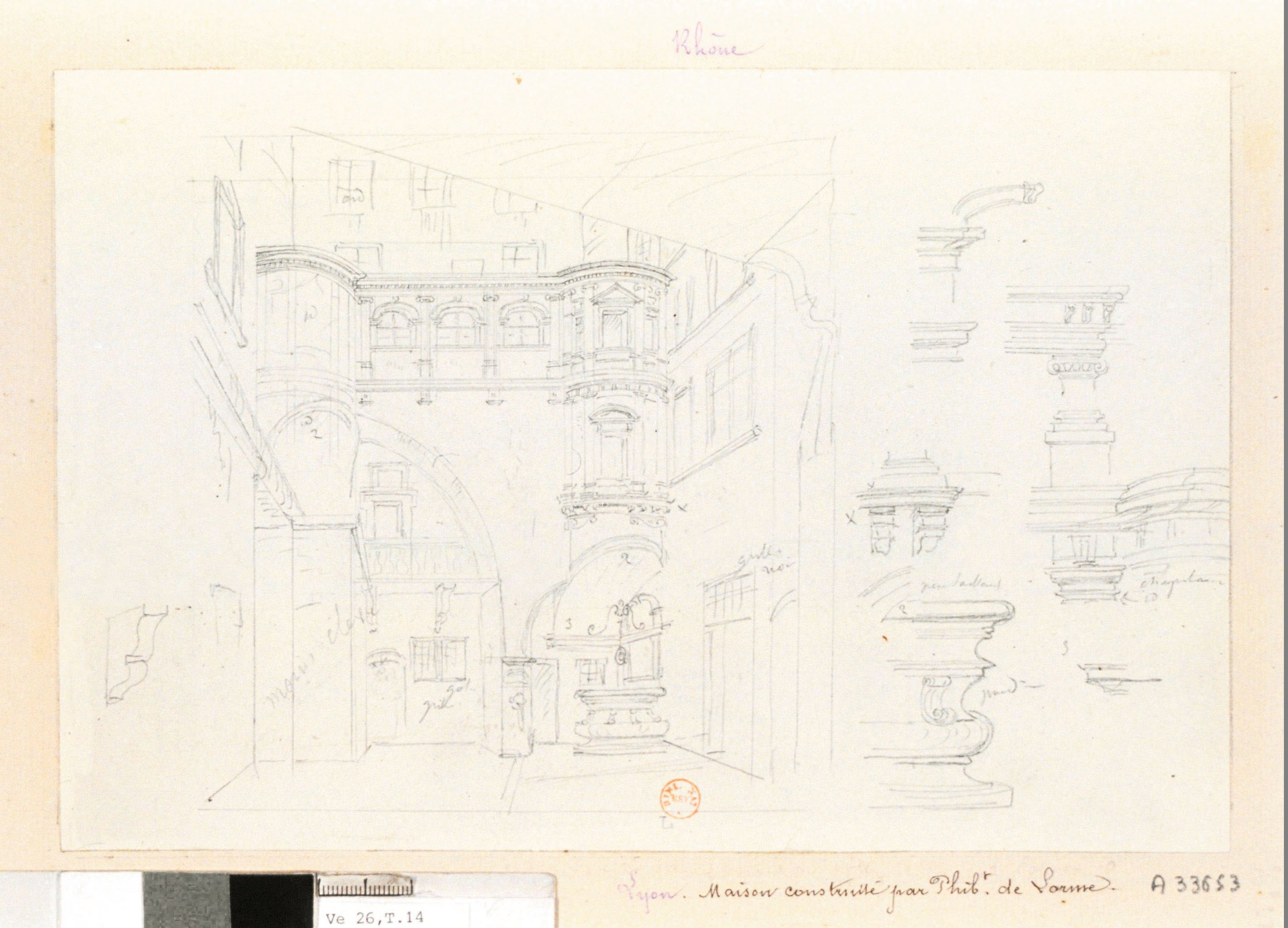
Galeria Hotelului Bullioud, construită de Philibert Delorme